# اف. ویلیام پارکر
اف.ویلیام پارکر (به انگلیسی: F. William Parker) (زاده ۱۳ دسامبر ۱۹۴۱) بازیگر آمریکایی است.
از فیلم‌های معروف او می‌توان به بازی در فیلم ارتفاعات آرام اشاره کرد.